# Buchnera cruciata
Buchnera cruciata är en snyltrotsväxtart som beskrevs av Buch.-ham. och David Don. Buchnera cruciata ingår i släktet Buchnera och familjen snyltrotsväxter. Inga underarter finns listade i Catalogue of Life.